# Komisionar
Komisionár je samostojni trgovec, ki v svojem imenu za tuj račun kupuje ali prodaja blago in vrednostne papirje. Komisijsko poslovanje ureja zakon o obligacijskih razmerjih (ZOR).
Komisionar kupuje in prodaja po nalogu in za račun komitenta. Vedno nastopa v svojem imenu, kar pomeni, da vstopa poslovni partner (kupec oziroma dobavitelj) v poslovno razmerje s komisionarjem. Poslovni partner komisionarja ne ve, da je posel sklenjen po nalogu oz. za račun tretje osebe (tj. komitenta - naročnika).
Pri komisionarju poznamo konsignacijsko in komisijsko prodajo. 
Konsignacijsko skladišče pomeni, da je dobavitelj (komitent) v tujini. Se pravi, dobavitelj in poslovni partner sta iz različnih držav. 
Komisijska prodaja je prodaja na domačem trgu, kar pomeni, da sta komitent (dobavitelj, proizvajalec) in poslovni partner iz iste države (domači trg).